# Коритув (Польковицький повіт)
Коритув (пол. Korytów) — село в Польщі, у гміні Ґавожиці Польковицького повіту Нижньосілезького воєводства.
У 1975-1998 роках село належало до Легницького воєводства.